# 施陶芬

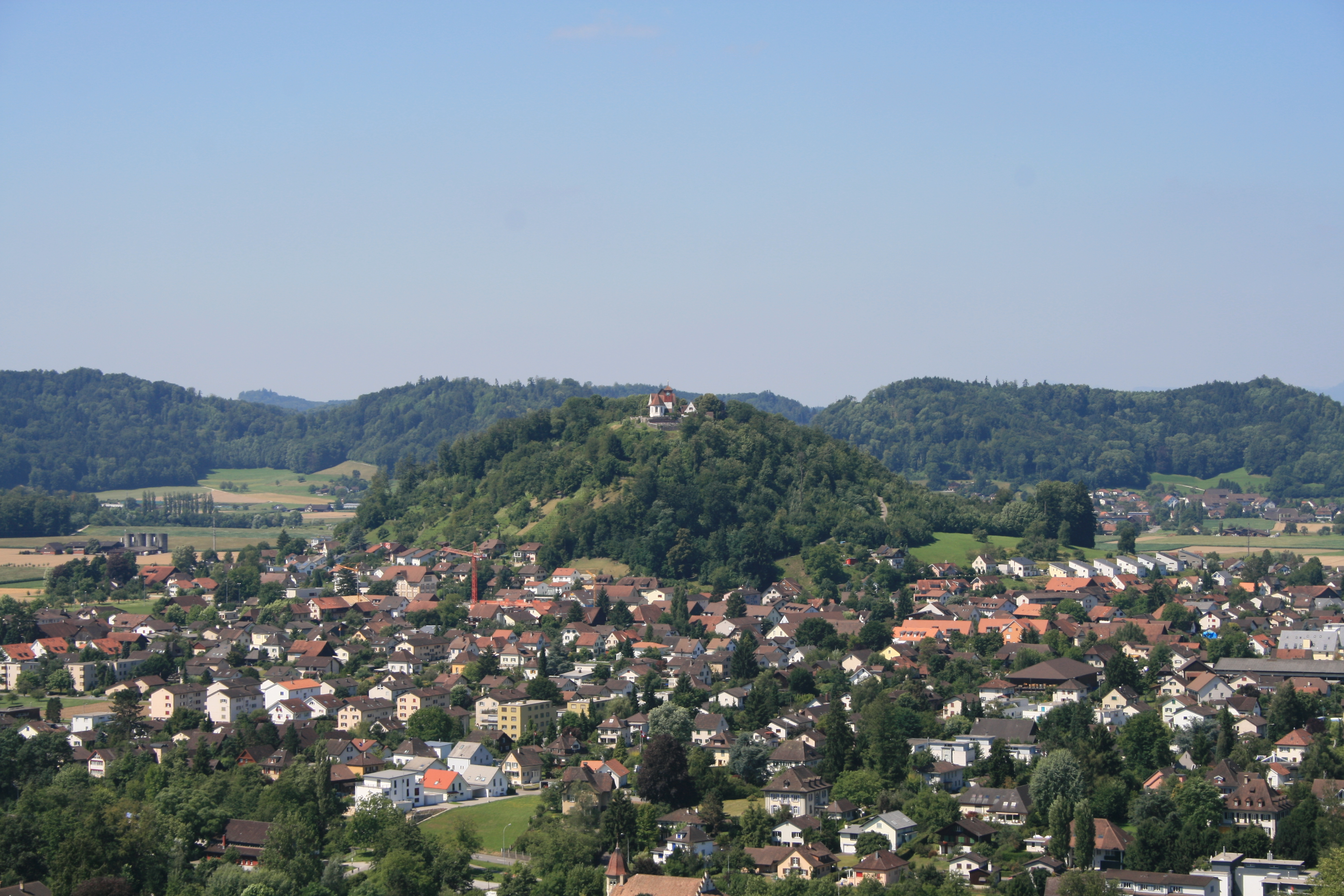

施陶芬是瑞士的城鎮，位於該國北部，由阿爾高州負責管轄，面積3.57平方公里，海拔高度421米，2012年人口2,586，五成半人口信奉基督教，人口密度每平方公里724人。
47°23′00″N 8°10′00″E / 47.3833°N 8.1667°E